# セーラー服と機関銃 (曲)
「セーラー服と機関銃」（セーラーふくときかんじゅう）は、来生えつこ作詞、来生たかお作曲による楽曲。薬師丸ひろ子のデビュー曲で、薬師丸主演の同名映画主題歌。異名同曲として「夢の途中」（ゆめのとちゅう）が存在する。
薬師丸のシングル「セーラー服と機関銃」は1981年11月21日にキティ・レコードから発売された（レコード番号：7DK7020）。異名同曲で競作曲でもある来生たかおの11枚目のシングル「夢の途中-セーラー服と機関銃」は 1981年11月10日にキティ・レコードから発売された（レコード番号：7DK7019）。

## 経緯
映画『セーラー服と機関銃』の主題歌は、もともとキティ・レコードに属する作曲者の来生たかおが歌う「夢の途中」に決まっていて、レコーディングまで行われていた。当時、デビュー5年目の来生は作曲家としては認知されつつあったが歌手としてはいまだ無名、やっと「Goodbye Day」がドラマ主題歌となり注目を集め始めていた頃だった。しかし、監督の相米慎二が「薬師丸ひろ子に歌わせる」と、キティ・フィルム代表、キティ・レコード社長の多賀英典に言いだし、来生は楽曲のみ残して歌手としては降ろされることになった。この件で、たかおの姉でもある作詞者の来生えつこが激怒し、キティ・レコードからCBS・ソニーへ移籍寸前までいった。それを引き止めるため、多賀が「両方ともヒットさせる」と宣言し説得した。
薬師丸のレコーディングには映画の助監督たちも立ち会ったが、彼らはレコーディングの出来には興味がなく、宴会を始めてしまう始末だった。そのような状況でのレコーディングだったので、薬師丸は緊張することはなかった。
1981年10月の映画の試写会まで、薬師丸の所属事務所（角川春樹事務所）の社長角川春樹は、薬師丸が映画主題歌を歌っていることを知らなかった。試写会後に唯一つけた注文は、曲のタイトルを「夢の途中」から「セーラー服と機関銃」に変更することだった。
当時、薬師丸は「高校時代の思い出としてレコードを1枚作りたかった」と発言していて、歌手活動はこれで終了と言わんばかりだった。
結局、来生の「夢の途中」と薬師丸の「セーラー服と機関銃」は、ほぼ同時期にリリースされ、最終的にともにロングヒットした。両シングルを合わせた累計売上（出荷）は200万枚に達した（オリコン集計では約120万枚）。キティ・レコードにとって、無名の来生と歌手としては新人の薬師丸のレコードを同時期にリリースするのはリスクがあっただろうと想像すると同時に、薬師丸のおかげでヒットした自分は幸運だったと来生は思っている。
セーラー服と機関銃 (映画)#歌手デビュー、および来生姉弟サイドからの視点で書かれた来生たかお#一躍ヒット・メーカーへ、も参照。
1982年の年間ベスト2位にランクインしたが、これは『別冊宝島』の調査によると同年のオリコンでは女性アイドルのシングル最高位であった。
1983年4月25日にキティ・レコードから「SPECIAL COUPLING A&Aヒット・シリーズ」の1枚として、片面に来生たかお歌唱の「夢の途中」、もう片面に薬師丸歌唱の「セーラー服と機関銃」が収録された企画物のシングル・レコードがリリースされた（レコード番号：7DS-0041）。
2000年に来生たかおと薬師丸ひろ子は、来生のマキシシングル「地上のスピード」、アルバム『Dear my company』の中で「夢の途中」をデュエットしている。

## 来生たかおのシングル「夢の途中 -セーラー服と機関銃」
「夢の途中 -セーラー服と機関銃」は、来生たかおの11枚目のシングルとして1981年11月10日にキティ・レコードから発売された。シングル発売から1か月後の12月10日には、本曲をタイトル曲とするアルバム『夢の途中』も発売された。シングルのカップリング曲「美しい女」も同アルバムに収録されている。
来生は映画主題歌候補に3曲を用意していたが、その中で一番自信のなかった「夢の途中」が映画プロデューサーによって選ばれた。
来生は薬師丸の予約枚数を聞いて、自分が大差をつけられたらと不安になったが、2曲ともベストテンに入って安心したと、2度目の競作曲「語りつぐ愛に」（1988年 - 1989年）の時の対談で話している。「夢の途中」はオリコン集計で40.6万枚のセールスを記録した。

### 収録曲（来生たかお）
全て、作曲：来生たかお、編曲：星勝
1. 夢の途中 -セーラー服と機関銃
作詞：来生えつこ
2. 美しい女（ひと）
作詞：山川啓介
元は町田義人への提供曲で、町田のシングルが「美しい女…エメラルダス」として1979年5月10日に発売されている。
来生たかおは1980年のアルバム『来生たかお』でもセルフカバーしているが、本シングル収録のものとは編曲が異なる。

## 薬師丸ひろ子のシングル「セーラー服と機関銃」

### デビュー曲
薬師丸ひろ子の女優として出世作となった映画『セーラー服と機関銃』（角川春樹事務所/キティ・フィルム提携作品）の主題歌。薬師丸は本作で歌手デビューを飾り、また音楽作品としては最大のヒット作ともなった。オリコンチャートの登場週数は22週、チャート最高順位は週間1位、累計86.5万枚のセールスを記録した。公称シングル売上は約120万枚。
作曲者の来生たかおは、「彼女のために書いた曲ではないので、アイドルとして歌うには大変難しい曲。『大丈夫か？』と思いましたが、彼女の歌を聴いたら、音程がしっかり取れていたので『この人は音楽をやっていたんだな』と感じました。」と述べている。
1980年代の角川映画では定番となっていた“主演女優（角川三人娘）が映画の主題歌を歌う”というパターンは、本作からスタートしている。
シングル盤購入先着10万名限定で、オリジナルのしおりが入手できるキャンペーンも行われた。
1981年12月17日に『ザ・ベストテン』に1回だけ出演し、翌週からは薬師丸が休業中だったので出演していない。翌1982年1月14日に1位になった時は、特別に12月17日出演時の映像が再放送された。

### 異名同曲
「夢の途中」と「セーラー服と機関銃」は1番目の歌詞に一部相違がある以外は、メロディも同一の異名同曲である。異名同曲が別々の歌手に歌われ、どちらもヒットした極めて珍しい例である。歌詞は修正が入るたびに薬師丸のいる撮影所にファックスで送られていたが、混乱した撮影現場だったために差し替えミスが発生し、歌詞の一部が異なることとなった。
歌詞の相違に関しては来生たかお#一躍ヒット・メーカーへも参照のこと。
2016年のカラオケ年代別ランキングで「セーラー服と機関銃」は40代で7位。50代では「セーラー服と機関銃」が5位、異名同曲の「夢の途中」も7位と共にベストテン入りしている。
なお、音盤によっては「夢の途中」にも「セーラー服と機関銃」という副題が付くことがあるが、どちらの曲にも「セーラー服」「機関銃」という歌詞は含まれていない。

### 評価
キティ・レコードの多賀英典によれば、合唱部経験が確かな音程や伸びる声を育成した。〔俳優の〕片手間レベルを遥かに超越し、アイドル・タレントの歌唱力にも収まっていない、素晴らしい素材。
報知新聞のインタビュアーによれば、有名アイドルの歌からも演歌のコブシを感じることがあるのに、薬師丸の歌からは感じられない。芸能界〔≒歌謡界〕に入るなら必須科目であるコブシがなく、何の抑揚〔ビブラート・しゃくり・フォールなど〕もつけず、澄み切った高音で歌う薬師丸の歌は、〔自分を芸能人やアイドルではないと思う〕本人の意思とは無関係に〔芸能人らしくない「普通の高校生」という〕商品価値を持ってしまった事実を拒否しているように聴こえた。
音楽評論家のスージー鈴木によれば、当時、松田聖子を中心とするアイドル戦国時代に、薬師丸は「あさっての方角」から「天使の歌声」を持って舞い降りた。〔ファースト・シングルということもあり、〕まだ硬さが残ったぎこちない歌声であったが、逆に、そのぎこちなさが大ヒットにつながったと解説する。
評論家の栗原裕一郎は、薬師丸の「セーラー服と機関銃」は振り付けもなく棒立ちに近く、不思議な独特の歌い方で、映画館で見るよりも若干垢抜けないように感じた。
音楽ライターの馬飼野元宏によれば、ビブラートを使用せずに明瞭な音声で、一音ずつ丁寧に歌う発声は伝統的な清純派女優の歌い方で、〔1980年代の〕アイドル全盛時においては大変新鮮だった。
音楽雑誌『レコード・コレクターズ』（2014年11月号）の特集「80年代女性アイドル・ソング・ベスト100」で5位になった。「ビブラートの少ない淡いが正確性を感じさせる歌唱は清潔感を強く感じさせ、それでいて情感が失われていない」とコメント。

### アレンジ
「夢の途中」と「セーラー服と機関銃」は、どちらもシンプルなアルペジオとドラムスではじまるサウンドが印象深い、星勝のアレンジになっている。薬師丸が次作「探偵物語」より東芝EMIに移籍したため、移籍後に井上鑑によって編曲されたバージョンも存在する。
2013年、薬師丸はアルバム『時の扉』の中で、セルフカバーした「セーラー服と機関銃〜ノスタルジア・バージョン〜」を披露している。編曲は吉俣良。ジャジーなアレンジは、大人の魅力にあふれた「セーラー服と機関銃」となっている。『レコード・コレクターズ』（2014年11月号）は「なお清らかで、細やかさが増している」とコメント。
オリジナル・バージョンは、薬師丸の公式アルバムでは『Love Collection 1981-2000 〜the best of hiroko yakushimaru〜』（ファンハウス、FHCF-2493）、『歌物語』（EMIミュージック・ジャパン、TOCT-28030/1）、『Indian Summer』（ビクターエンタテインメント、VICL-65590/2）などに収録されている。

### 備考
ジャケットは映画のビジュアルが使われていて、薬師丸が銃を持ったポーズで、頬に血が少し付いているのが目印。この血は、映画のロケにおいて機関銃の射撃でガラス瓶が飛び散るというシーンの撮影で、飴細工の瓶の破片が薬師丸の頬に当たり実際に流血したシーンを再現して、メイクでつけたものだという。
フジテレビ系アニメ『めぞん一刻』では、第19話のBパートで挿入歌として使用された。

### 収録曲（薬師丸ひろ子）
全て、作曲：来生たかお、編曲：星勝
1. セーラー服と機関銃
作詞：来生えつこ
2. あたりまえの虹
作詞：小椋佳

## カヴァー
役名でカヴァーしたものは、役名（俳優名）の順となっている。
なお、以下の他に「夢の途中」でのカヴァーも数多くの歌手によって行われている。
レコード・CDリリース
- 斉藤慶子 - 1982年、アルバム『慶子、もの想い…』に収録。
- 畑中葉子 - 1982年、アルバム『強行突破』に収録。
- 星泉（長澤まさみ） - 2006年、シングル「セーラー服と機関銃」に収録。詳細は後述。
- 柊かがみ（加藤英美里） - 2007年放送のテレビアニメ『らき☆すた』の挿入歌。同年、アルバム『TVアニメ『らき☆すた』エンディングテーマ集 〜ある日のカラオケボックス〜』に収録。
- 落合祐里香 - 2008年、シングル「セーラー服と機関銃/ゆりかご」に収録。
- 嵐山小夜子（白石涼子） - 2009年放送のテレビアニメ『夏のあらし!』の挿入歌。同年、アルバム『歌声喫茶方舟〜アキナイチュウ〜』に収録。
- Acid Black Cherry - 2009年、シングル「眠り姫」、アルバム『Recreation 2』に収録。
- 徳永英明 - 2010年、アルバム『VOCALIST 4』に収録。
- UA - 2010年、カヴァーアルバム『KABA』に収録。
- PENICILLIN - 2014年、シングル『SOL』に収録。
- 髙橋真梨子 - 2015年、カバーアルバム『ClaChic -クラシック-』に「夢の途中」のカバーとして収録。
- 橋本環奈 - 2016年、シングル『セーラー服と機関銃』に収録。映画『セーラー服と機関銃 -卒業-』主題歌。後述。
- JUJU - 2016年、カバーアルバム『スナックJUJU 〜夜のRequest〜』に「夢の途中」のカバーとして収録。
- 森恵 - 2016年、カバーアルバム『COVERS Grace of The Guitar+』に収録。
- GOOD BYE APRIL - 2021年8月28日に発売した7インチシングル『セーラー服と機関銃 / feel my hush』に収録。

DVD・Blu-rayリリース
- 桑田佳祐（2019年） - ライブビデオ『平成三十年度! 第三回ひとり紅白歌合戦』収録

### 星泉（長澤まさみ）のシングル
星泉（長澤まさみ）によるカバーシングル「セーラー服と機関銃」は、2006年10月25日にビクターエンタテインメントから発売された。上述の映画『セーラー服と機関銃』のリメイク版として、TBS系で放送された同名テレビドラマ『セーラー服と機関銃』の主題歌。映画同様、主演女優が主題歌を歌い、シングル発売された。映画版の薬師丸ひろ子同様、それまで女優として活動を続けてきた長澤のデビューシングルでもある。ただし、役名の「星泉」名義で発売されているため、あくまで企画作品であり、正式なデビュー曲ではないとしている。本作もドラマのリメイク同様カバー曲となる。
12cmシングルの通常盤（VICL-36172）のほか、タイトル曲のミュージック・ビデオを収録したDVDが付属したバージョン（VIZL-209）、“モサイ像”携帯ストラップを封入したバージョン（VIZL-210）の初回盤が2種類、計3種での発売となった。ミュージック・ビデオは、ほぼエキストラの女優が何人も映されているもので、長澤の演技シーンはほぼ収録されていない。ジャケットは通常盤およびDVD付き初回盤と、携帯ストラップ付き初回盤の2種類があり、どちらもM3サブマシンガンを持ったセーラー服姿の引き画である。

#### 収録曲（長澤まさみ）
全て、作詞：来生えつこ（M2以外）、作曲：来生たかお、編曲：前嶋康明
1. セーラー服と機関銃
2. セーラー服と機関銃 〜for Sing〜
M1のオフヴォーカル
3. セーラー服と機関銃 〜TV edit〜
M1のテレビサイズ

### 橋本環奈のシングル
橋本環奈によるカバーシングル「セーラー服と機関銃」は、2016年2月23日にYM3Dから発売された。上述の映画『セーラー服と機関銃』の続編、角川映画40周年記念作品『セーラー服と機関銃 -卒業-』の主題歌。前作同様、主演女優が主題歌を歌い、シングル発売された。それまでローカルアイドルグループ「Rev. from DVL」の一員として活動を続けてきた橋本のソロデビューシングルでもある。本作は前作主題歌のカバー曲となる。編曲・プロデュースはJin Nakamura。
CDは、タイトル曲のミュージック・ビデオを収録したDVDが付属したType-Aと、12cmシングルCDのみのType-Bの2種類が発売され、それぞれに生写真5種のうちランダムの1枚とイベント参加券を封入した初回限定盤も発売されている。また、一部の書店とネット通販限定でブックレット版（豪華ブックレット盤またはトーハン盤とも）も発売され、こちらには生写真5種のうちランダム1枚とイベント参加券が封入（一部ネット通販ではイベント参加券の封入無し）されているほか8ページのA4判オリジナルブックレットが付属している。Type-A、Type-B、ブックレット版はそれぞれ一部の収録曲が異なっているほか、封入されている生写真もそれぞれ別の5種となっており計15種類となっているうえ、イベント参加券もType-A用とType-B用にそれぞれ異なるものが封入されており、ブックレット版ではA用B用のいずれかがランダムで封入されている。またブックレット版を取り扱う一部店舗では封入特典の生写真とは別の限定オリジナル生写真（数種のうちからランダム1枚封入）やフォトブックなど様々なアイテムが店舗特典として付属した。販売形態は、初回限定盤がType-AはYRCS-90117X、Type-BはYRCS-90118X、通常盤がType-AはYRCS-90117、Type-BはYRCS-90118、ブックレット版はCDではなく書籍扱いとなっている。

#### 収録曲（橋本環奈）

##### Type-A
1. セーラー服と機関銃
作詞：来生えつこ／作曲：来生たかお／編曲：Jin Nakamura
2. arigato 〜 ありがとう
作詞：橋本環奈／作曲：Jin Nakamura、soulshock／編曲：Jin Nakamura
3. 悪魔なカンナ
作詞：見市沖／作曲・編曲：Jin Nakamura
ロート製薬「メンソレータム リップベイビークレヨン」CMソング
4. セーラー服と機関銃 Instrumental
5. arigato 〜 ありがとう Instrumental
6. 悪魔なカンナ Instrumental

##### Type-B
1. セーラー服と機関銃
2. arigato 〜 ありがとう
3. Little star
作詞：SHOW、KAHO／作曲：SHOW
4. セーラー服と機関銃 Instrumental
5. arigato 〜 ありがとう Instrumental
6. 悪魔なカンナ Instrumental

##### ブックレット版
1. セーラー服と機関銃
2. 悪魔なカンナ
3. セーラー服と機関銃 movie ver.
作詞：来生えつこ／作曲：来生たかお／編曲：Jin Nakamura
4. セーラー服と機関銃 Instrumental
5. 悪魔なカンナ Instrumental